# خرسطفورس
خرسطفورس الأنطاكي هو بطريرك أنطاكية الخلقدوني من 960 إلى 967. كان مواطنًا من بغداد، وكان يُدعى في الأصل عيسى، انتقل إلى سوريا في ظل حكم أمير حلب سيف الدولة الحمداني، تولى وظيفة الكاتب لأمير تابع في شيزر. تدخل في الخلافات الكنسية في أنطاكية، واختاره سكانها المسيحيون كبطريرك جديد بعد وفاة أغابيوس الأول. بصفته بطريركًا، قام خرسطفورس بجهود تعليمية وخيرية لمساعدة رعاياه المسيحيين، بما في ذلك المفاوضات مع سيف الدولة من أجل تخفيض الضرائب، حيث رفعها سيف الدولة على السكان ليواجه الغزو البيزنطي المتكرر للبلاد. عندما اندلع التمرد في أنطاكية عام 965 بقيادة رشيق النسيمي، انحاز خرسطفورس إلى جانب سيف الدولة، فانسحب إلى دير سمعان لتجنب التفاعل مع المتمردين. وبعد قمع التمرد، أصبح خرسطفورس البطريرك المفضل في بلاط سيف الدولة، ما منحه عدة امتيازات، ولكن موقفه خلق أعداءً له داخل أنطاكية.
عندما تُوفي سيف الدولة في أوائل عام 967، استغل أعداء خرسطفورس فراغ السلطة المؤقت وتآمروا ضده. على الرغم من أن صديقه المسلم ابن أبي عمرو حذره من هذا الخطر وطلب منه الهروب والرحيل، إلا أن خرسطفورس اختار البقاء في أنطاكية. اتهمه أعداؤه الموالون للبيزنطة بالتآمر ضد أنطاكية مع حلفاء سيف الدولة واتهمه أعداؤه المتمردون بالتآمر مع البيزنطيين، وأقنع المتآمرون مجموعة من الجنود الزائرين من خراسان بقتله ليلة 23 أيار 967. قُطع رأسه وأُلقيَت جثته في نهر العاصي. بعد ذلك بوقت قصير، عثرَت مجموعة من المسيحيين المحليين على الجثة في النهر، وأخذتْها سرًّا إلى دير محلي، ومنذئذٍ أصبح خرسطفورس يُبجل كشهيد.
في أواخر عام 969، وبعد غزو جيوش الإمبراطور نقفور الثاني أنطاكية بمدة، جلب بطريرك أنطاكية الجديد (ثيودوروس الثاني) جسد خرسطفورس إلى المدينة للتبجيل.

## إرثه
لقرون منذ وفاته كرَّمَت كنيسة الروم الأرثوذكسية خرسطفورس بوصفه قديسًا في 21 أيار أو 22 أيار سنويًّا، كما تُوضِّح مخطوطات الطقوس المسيحية الموجودة باللغتين العربية والسريانية والتي تتضمن تقويمات القديسين، ولكن منذ سقوط الدولة العثمانية، بدأَت تتزايد هيمنة الطقوس البيزنطية على المسيحية في سوريا، وأُهمِل تبجيله.